# Sześćdziesiąty szósty
Sześćdziesiąty szósty (ang. Sixty Six) – brytyjski komediodramat z 2006 roku w reżyserii Paula Weilanda.
Światowa premiera filmu miała miejsce 3 listopada 2006 roku w Wielkiej Brytanii, a w Stanach Zjednoczonych odbyła się 1 sierpnia 2008 roku.

## Fabuła
Anglia, 1966 rok. Cały kraj żyje futbolowymi mistrzostwami świata. W tym czasie dwunastoletni Bernie (Gregg Sulkin) przygotowuje się do bar micwy. Na jego rodzinę spadają kolejne nieszczęścia, m.in. ich majątek trawi pożar.

## Obsada
- Gregg Sulkin jako Bernie Reubens
- Helena Bonham Carter jako Esther Reubens
- Eddie Marsan jako Manny Reubens
- Ben Newton jako Alvie Reubens
- Thomas Drewson jako Terry Shivers
- Peter Serafinowicz jako wujek Jimmy
- Stephen Grief jako Uncle Henry
- Catherine Tate jako ciocia Lila
- Stephen Rea jako doktor Barrie
- Geraldine Somerville jako Alice Barrie

i inni